# Marquinhos (calciatore 1999)
José Marcos Costa Martins, meglio noto come Marquinhos (Cajari, 23 ottobre 1999), è un calciatore brasiliano, centrocampista dello Spartak Mosca.

## Caratteristiche tecniche
È un trequartista.

## Carriera
Cresciuto nel settore giovanile dell'Atlético Mineiro, ha esordito in prima squadra il 26 giugno 2017 disputando l'incontro di Série A vinto 1-0 contro la Chapecoense.

## Statistiche
Statistiche aggiornate al 25 ottobre 2019.

### Presenze e reti nei club
| Stagione        | Squadra          | Campionato      | Campionato | Campionato | Coppe nazionali | Coppe nazionali | Coppe nazionali | Coppe continentali | Coppe continentali | Coppe continentali | Altre coppe | Altre coppe | Altre coppe | Totale | Totale | Totale |
| Stagione        | Squadra          | Comp            | Pres       | Reti       | Comp            | Pres            | Reti            | Comp               | Pres               | Reti               | Comp        | Pres        | Reti        | Pres   | Reti   |        |
| --------------- | ---------------- | --------------- | ---------- | ---------- | --------------- | --------------- | --------------- | ------------------ | ------------------ | ------------------ | ----------- | ----------- | ----------- | ------ | ------ | ------ |
| 2017            | Atlético Mineiro | M1/MG+A         | 0+1        | 0          | CB              | 0               | 0               |                    | -                  | -                  | PL          | 0           | 0           | 1      | 0      |        |
| 2018            | Atlético Mineiro | M1/MG+A         | 0          | 0          | CB              | 0               | 0               | CS                 | 1                  | 0                  |             | -           | -           | 1      | 0      |        |
| 2019            | Chapecoense      | PD/SC+A         | 0+2        | 0          | CB              | 0               | 0               |                    | -                  | -                  |             | -           | -           | 2      | 0      |        |
| 2019            | Atlético Mineiro | M1/MG+A         | 1+4        | 0          | CB              | 0               | 0               |                    | -                  | -                  |             | -           | -           | 5      | 0      |        |
| Totale carriera | Totale carriera  | Totale carriera | 8          | 0          |                 | 0               | 0               |                    | 1                  | 0                  |             | 0           | 0           | 9      | 0      |        |

## Palmarès

### Competizioni statali
- Campionato Mineiro: 1

Atlético Mineiro: 2020

### Competizioni nazionali
- Campionato ungherese: 3

Ferencváros: 2021-2022, 2022-2023, 2023-2024
- Coppa d'Ungheria: 1

Ferencváros: 2021-2022